# Greet Versterre
Margaretha Hubertha (Greet) Versterre-van Zelm (Amsterdam, 11 april 1937 - Heiloo, 4 oktober 2016) was een Nederlandse atlete, die als speerwerpster in de tweede helft van de jaren zestig van de 20e eeuw toonaangevend was in Nederland. Ze werd op dit atletiekonderdeel vijfmaal Nederlands kampioene en vestigde in 1967 een Nederlands record, dat vijf jaar stand hield.

## Biografie

### Carrière in twee delen
De atletiekloopbaan van Greet Versterre valt eigenlijk in twee delen uiteen. De eerste helft ervan vindt plaats in de jaren vijftig, als zij zich als Greet van Zelm en lid van de Amsterdamse damesvereniging ADA ontwikkelt tot speerwerpster van nationaal niveau, hiertoe vooral aangezet door Ali Gerritsen. Het mondt uit in twee nationale titels in 1957 en 1958; als deelneemster aan een interland in 1959 doet ze tevens haar eerste internationale ervaring op. In die periode levert zij speerwerpprestaties af van om en nabij de 40 meter, met in 1958 43,20 m als persoonlijk record. In die tijd staat ze ermee bij de beste vijf Nederlandse speerwerpsters aller tijden.
Vanaf 1960 raakt Van Zelm vrijwel geen speer meer aan. Ze trouwt met Gerard Versterre, vestigt zich in Haarlem en krijgt twee kinderen. Pas in 1963 keert de competitiekriebel terug. Greet Versterre-van Zelm meldt zich aan bij het Haarlemse Atmodes, net als ADA een damesvereniging. Binnen enkele jaren heeft ze haar oude prestatieniveau weer bereikt en vervolgens ontwikkelt zij zich in de jaren die volgen gestaag. Ten slotte mist zij in 1967 met 49,58 de 50-metergrens maar net. Het is echter wel een Nederlands record waar voorlopig niemand aan kan tippen. Met drie nationale titels op rij bevestigt zij in die periode haar superioriteit. Zij wordt dan ook verschillende malen in de Nederlandse ploeg opgesteld ten behoeve van de in die tijd erg populaire interlandwedstrijden.

### Voor al het andere ongeschikt
Versterre heeft zich altijd verwonderd over de natuurlijke aanleg die zij voor het speerwerpen bleek te hebben. "Ik heb ooit van m'n leven 'ns 1,45 meter hoog gesprongen. Hard lopen kon ik niet; ik kan mijn benen niet snel verzetten. Bij het verspringen weet ik nu nog niet met welk been ik moet afzetten. Aan de kogel heb ik mij altijd vertild en met de discus ben ik nooit verder gekomen dan 25 meter. Het grappige is dat als je ergens goed in bent, iedereen denkt dat je alles kan. Maar ik had een feeling voor speerwerpen, en voor de rest was ik ongeschikt," aldus Greet Versterre in 1972.

### Dik over de 50 meter
Na haar Nederlandse record haalde vooral bondstrainer Ton Eijkenboom haar over om, mede met het oog op Mexico regelmatig te gaan trainen. Het stelde haar op het gebied van het regelen van haar huishouden voor grote problemen (haar man zat midden in zijn studie economie), maar uiteindelijk besloot zij de gok te wagen. Het liep echter uit op een teleurstelling: "Ik ging enorm trainen. Twee keer in de week in Haarlem, en zaterdags in Rotterdam. Nou, dat ging bijzonder goed. Tot ik op een van de laatste trainingen op de Nenijtobaan (Rotterdam -red.) een enorme worp had van dik over de 50 meter. Dat gaf me zoveel zelfvertrouwen.... Maar bij de volgende worp brak ik m'n nek zowat. Het was eigenlijk een verkeerd getimede explosie, terwijl ik erg veel vaart had. Ja, 't was natuurlijk heel stom, daar moet je gewoon overheen, maar ik heb zo'n angst gekregen, dat ik het gewoon niet meer kon. M'n techniek, m'n ritme, alles was ik kwijt. Sinds die tijd wilde het niet meer lukken, ik durfde niet meer te doen wat ik voorheen deed. Nou ja, dat was voor mij zo zonde van mijn tijd, dat ik helemaal met de training ben gestopt."

### Teruggang
Daarna liepen haar prestaties terug. Versterre, inmiddels woonachtig in Castricum, werd in 1968 nog wel nationaal kampioene, maar voelde er niet veel meer voor om zich nog erg druk te maken. "Toen heb ik bij mezelf de afspraak gemaakt dat ik zou stoppen in het jaar, waarin ik geen 40 meter meer zou werpen." In 1971 was het zover. Greet Versterre hield woord en hing haar spikes aan de wilgen, dankbaar voor de enorme ervaringen die ze had opgedaan, de vormende waarde die de atletieksport voor haar had gehad en de vele vrienden die zij erdoor had gemaakt.

## Nederlandse kampioenschappen
| Onderdeel   | Jaar                         |
| ----------- | ---------------------------- |
| speerwerpen | 1957, 1958, 1966, 1967, 1968 |

## Persoonlijk record
| Onderdeel   | Prestatie       | Plaats  | Datum        |
| ----------- | --------------- | ------- | ------------ |
| speerwerpen | 49,58 m (ex-NR) | Dresden | 16 juli 1967 |

## Prestatieontwikkeling

### speerwerpen
- 1954: 30,87 m
- 1955: 36,24 m (Ned. jeugdrec.)
- 1956: 30,41 m
- 1957: 42,77 m
- 1958: 43,20 m
- 1959: 41,19 m
- 1960: --
- 1961: 40,37 m
- 1962: --
- 1963: 39,82 m
- 1964: 39,84 m
- 1965: 46,06 m
- 1966: 46,98 m
- 1967: 49,58 m (NR)
- 1968: 46,74 m
- 1969: 40,94 m
- 1970: 41,84 m
- 1971: 36,90 m